# Tourisme au Canada

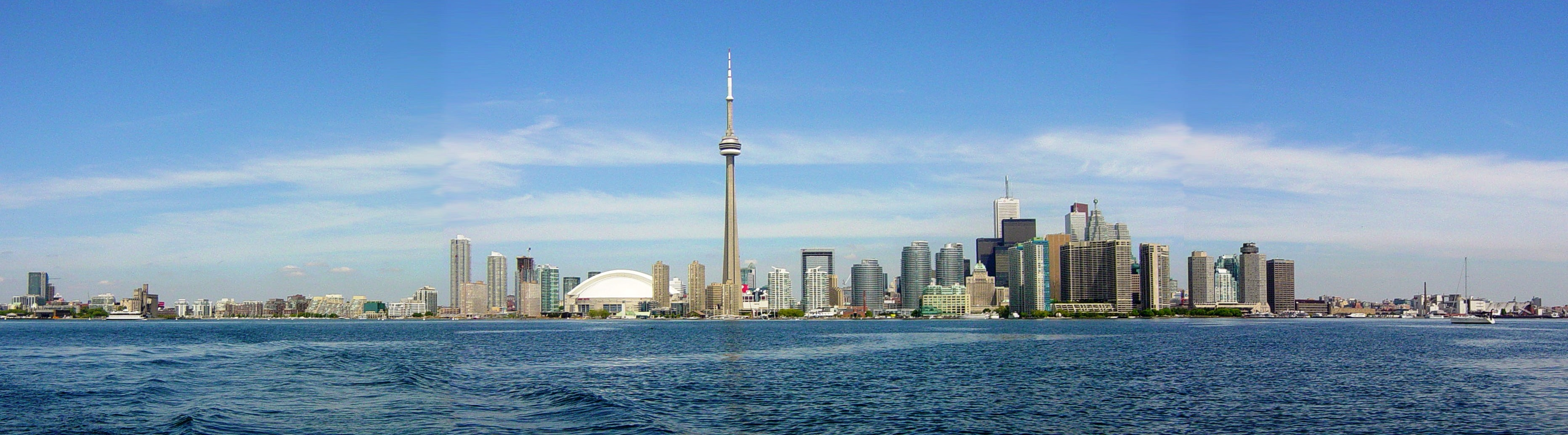
Toronto

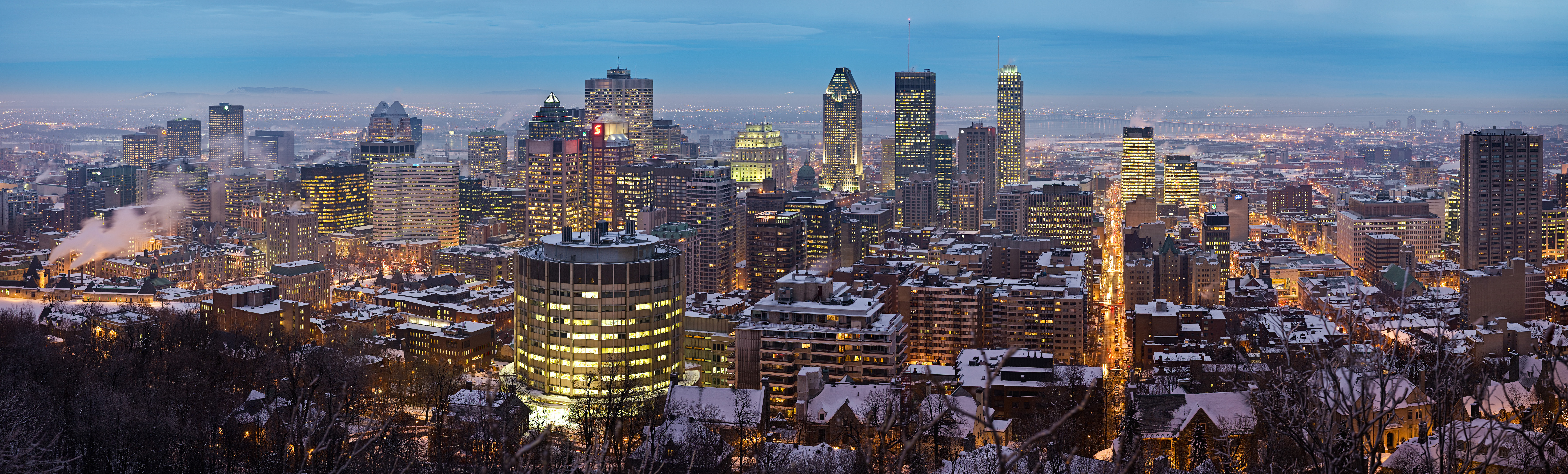
Montréal

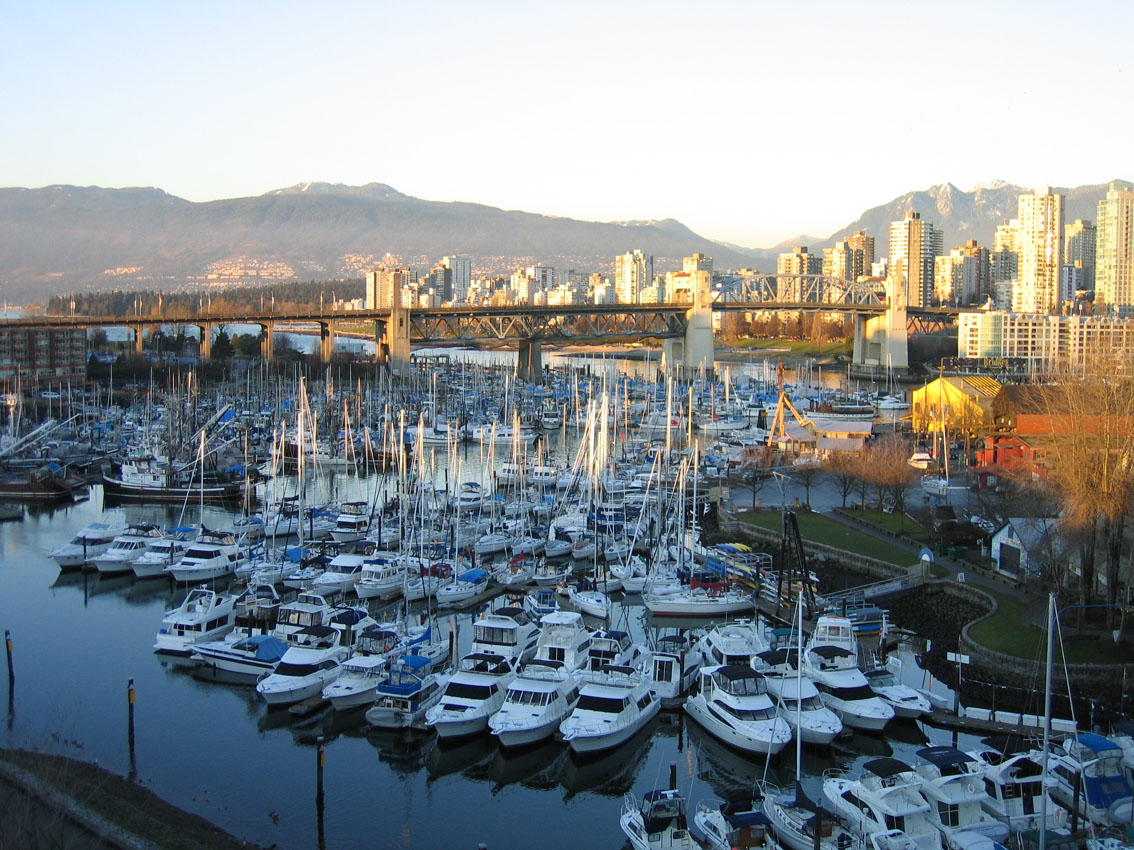
Vancouver

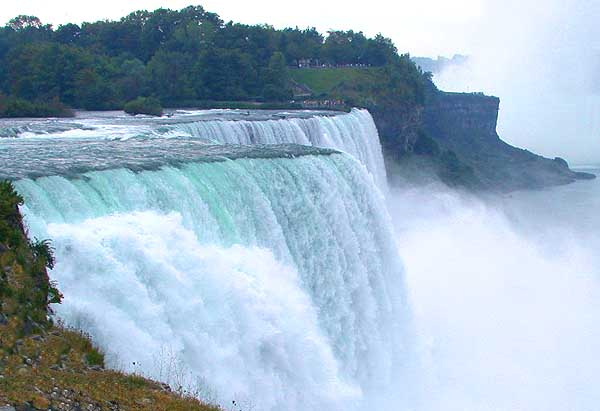
Chutes du Niagara

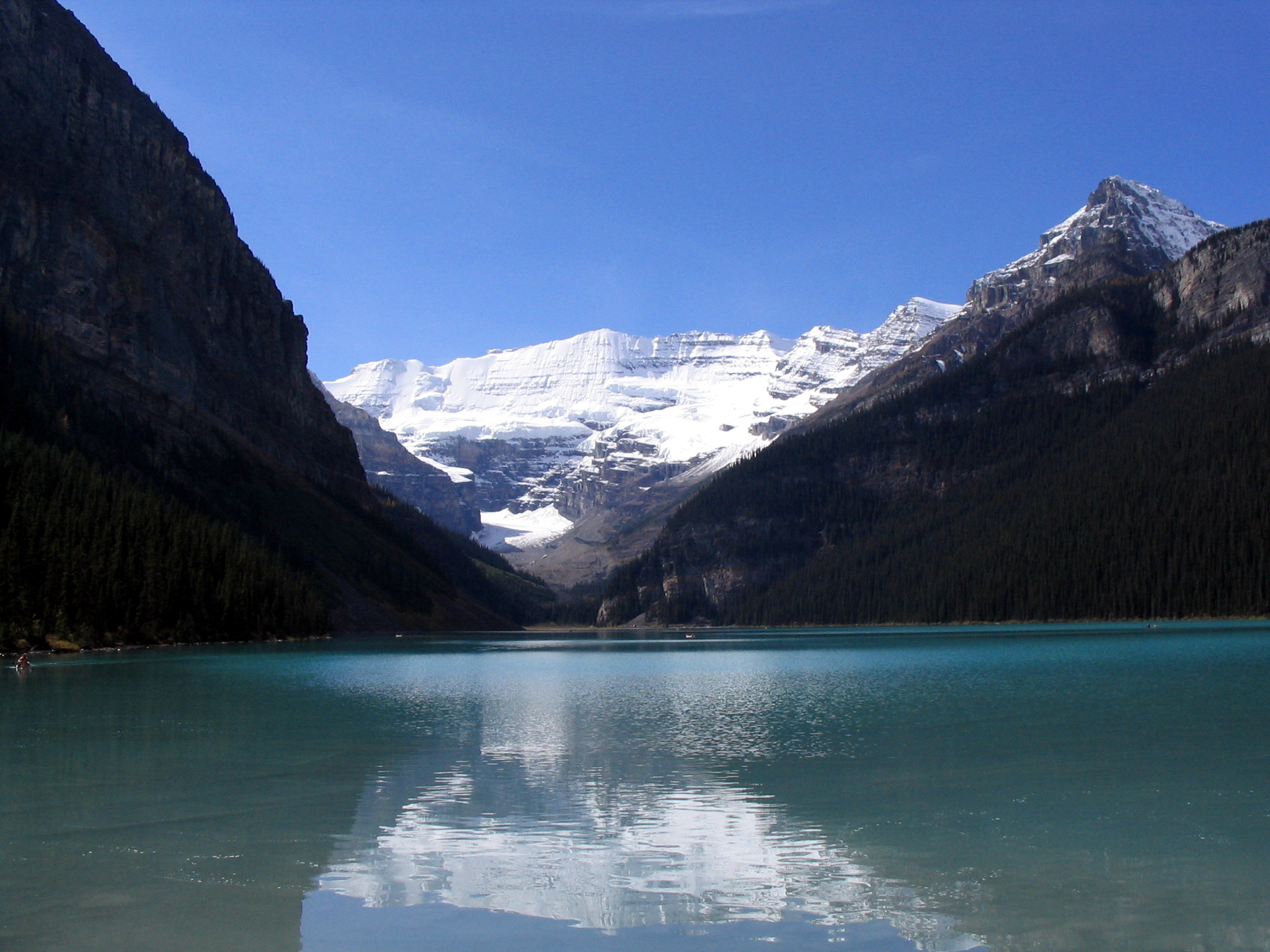
Lac Louise

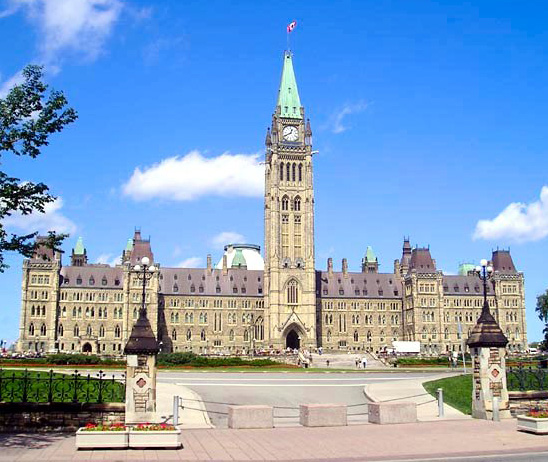
Parlement du Canada à Ottawa

Le Canada a reçu 17,8 millions de touristes en 2007.

## Aspects économiques
En 2007, les dépenses touristiques au Canada ont atteint 70,8 milliards
de dollars, celui-ci employait 653 400 personnes.

## Pays d'où proviennent les touristes au Canada
Les États-Unis sont le seul pays limitrophe du Canada. Comme il s'agit d'un pays peuplé et riche, il est normal que ce soit le pays qui fournisse le plus grand nombre de visiteurs au Canada.
En 2007, les autres pays dont un grand nombre de citoyens visitent le Canada sont, dans l'ordre:
1. États-Unis
2. Royaume-Uni
3. France
4. Japon
5. Allemagne
6. Mexique
7. Australie
8. Corée du Sud
9. Chine
10. Inde

## États américains d'où proviennent les touristes au Canada
1. New York
2. Michigan
3. Washington
4. Californie
5. Ohio
6. Pennsylvanie
7. Massachusetts
8. Illinois
9. Minnesota
10. Texas

## Principaux points d'intérêt
- les principales villes :
  - Toronto
  - Vancouver
  - Montréal
  - Niagara Falls/Saint Catharines
  - Québec
  - Victoria
  - Ottawa/Gatineau
  - Calgary
  - Edmonton
  - Halifax
  - Winnipeg
  - Regina

- les Îles de la Madeleine

- les Chutes du Niagara

- les parcs nationaux du Canada

- les sites naturels (fleuves, montagnes)

- les musées

- les Montagnes Rocheuses canadiennes

## Provinces et Territoires

### Provinces d'est en ouest et leurs capitales
- Terre-Neuve-et-Labrador : Saint-Jean
- Île-du-Prince-Édouard : Charlottetown
- Nouvelle-Écosse : Halifax
- Nouveau-Brunswick : Fredericton
- Québec :  Québec
- Ontario : Toronto
- Manitoba : Winnipeg
- Saskatchewan : Regina
- Alberta : Edmonton
- Colombie-Britannique : Victoria

### Territoires d'est en ouest et leurs capitales
- Nunavut : Iqaluit
- Territoires-du-Nord-Ouest : Yellowknife
- Yukon : Whitehorse